# 78 giri

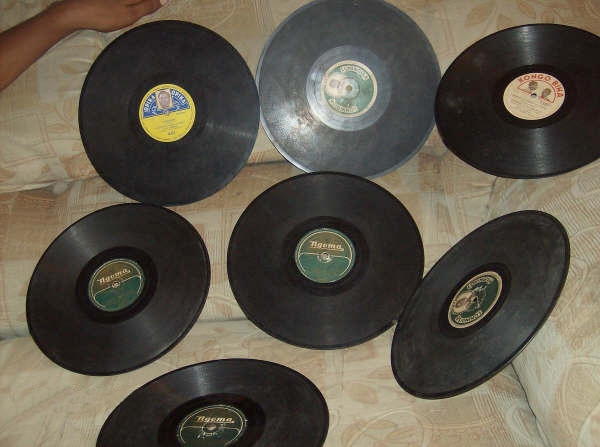
Esempi di dischi 78 giri di origine congolese

Il 78 giri è stato il primo tipo di disco fonografico, inventato da Emile Berliner nel 1889. La semplicità di produzione, trasporto e immagazzinamento permise a questi dischi di soppiantare già agli inizi del 1900 il cilindro fonografico (primo supporto audiofonico introdotto da Thomas Edison, inventore del fonografo). Rimase lo standard di riproduzione audio fino alla fine degli anni '40, quando i dischi in vinile a microsolco, basati sul medesimo principio tecnico ma di qualità e durata assai maggiori, lo resero obsoleto. La produzione cessò intorno al 1960.

## Caratteristiche

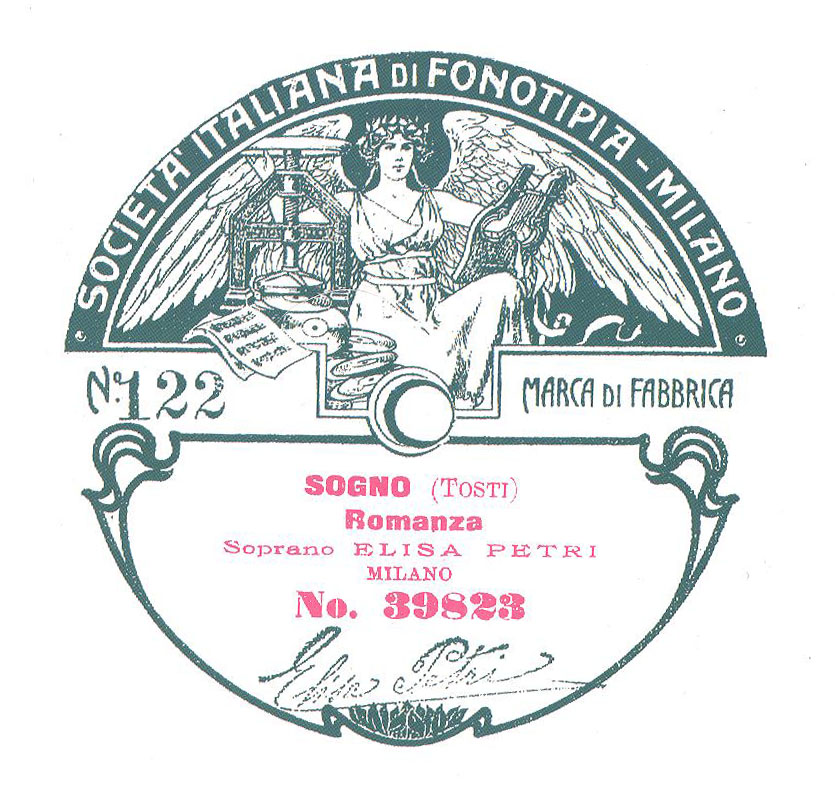
Etichetta di disco 78 giri 1911

Il nome deriva dalla velocità di rotazione, circa 78 giri al minuto. I dischi avevano per lo più un diametro di 10 pollici (circa 25 cm, generalmente incisi da artisti di popular music) o 12 pollici (circa 30 cm, usati per le opere o musica colta). Venivano realizzati con diversi materiali, tra cui il vetro o una lamina di metallo rivestita di cera; in seguito la resina di gommalacca diventò il materiale più comune. Durante e dopo la seconda guerra mondiale, quando le forniture di gommalacca erano estremamente limitate, alcuni dischi a 78 giri vennero stampati in vinile.
La registrazione del segnale audio era realizzata per mezzo di un solco a spirale archimedea che, partendo dal bordo esterno, raggiungeva la zona interna, occupata dall'etichetta. La forma del solco veniva modulata con il segnale da registrare e ne riproduceva più o meno fedelmente l'andamento. Per ascoltare un 78 giri serve un giradischi che supporti questa velocità, munito di una puntina di zaffiro o diamante per il solco normale (non micro) o, in alternativa, il classico grammofono con puntine di acciaio.
Rispetto ai successivi dischi a microsolco in vinile a 33 giri e 45 giri, oltre alla maggiore velocità di rotazione, i dischi a 78 giri sono caratterizzati da una dimensione del solco maggiore (circa il triplo), per cui la capacità di registrazione è di pochi minuti per lato. Inoltre, non erano incisi secondo la curva di equalizzazione standard RIAA adottata per i dischi microsolco in vinile, pertanto il loro suono, ascoltato con un amplificatore moderno, risulta innaturale (essenzialmente carente negli acuti). La quasi totalità dei 78 giri venne registrata in monofonia, anche se nel 1945 la RCA sperimentò dischi stereofonici (per esempio con il brano Cool water del gruppo country & western The Sons of the Pioneers).

## Storia
Emile Berliner concepì il disco con solchi a piastra circolare nel 1887. Nel 1894 iniziò a produrre dischi a 78 giri sotto l'etichetta Berliner Gramophon, entrando in concorrenza con i cilindri fabbricati da Edison, e fissò la velocità di rotazione a circa 70 giri al minuto. Alla fine del XIX secolo e nei primi anni del XX secolo la velocità variava a seconda della casa discografica. Fra il 1915 e il 1918, ad esempio, la Edison realizzò dischi a 80 giri, imitata poi da altre etichette come la Columbia. Solo nel 1925 la velocità fu ufficialmente standardizzata a 78 giri al minuto (esattamente a 78,26).
I primi dischi a 78 giri erano incisi con strumenti meccanici e su una sola facciata. La tecnica di incisione consisteva in un convogliatore a cono che concentrava i suoni su una sottile membrana le cui vibrazioni, tramite uno stilo, incidevano lo strato ceroso depositato sul disco matrice, mentre questo ruotava e contemporaneamente traslava longitudinalmente per creare la spirale. In seguito nelle sale di incisione si diffusero i microfoni elettrici, ma sempre corroborati da strumentazioni meccaniche. Solo dopo il 1925 le incisioni dei 78 giri vennero eseguite con apparecchiature elettriche, che davano una qualità sonora migliore.
In Italia la prima registrazione documentata di un disco a 78 giri avvenne l'11 aprile 1902 al Grand Hotel et de Milan di via Manzoni, a Milano, per la Gramophone Company; si trattava di dieci brani operistici cantati dal tenore Enrico Caruso accompagnato al pianoforte da Salvatore Cottone.
Nel 1904 la Odeon tedesca lanciò i primi dischi a doppia facciata, per i quali tentò invano di far valere i diritti esclusivi. Nel 1908 la Columbia Records iniziò a produrre 78 giri a doppia facciata denominati "Columbia Double disc record".
La grande diffusione dei 78 giri si ebbe nell'immediato dopoguerra, dal 1946 al 1955, con molti produttori impegnati nel settore. In Italia vi erano aziende come Carisch (che distribuiva anche Odeon, Pathé, Parlophon, Vis Radio), Cetra, Fonit, RCA Italiana, La voce del padrone, CGD e la italo-tedesca Durium-Telefunken.
Dopo il 1950 i dischi in gommalacca vennero soppiantati dai dischi in vinile, realizzati in PVC che, grazie alle migliori caratteristiche tecniche del materiale di supporto ed alla diversa tecnica di incisione, avevano prestazioni superiori in termini di fedeltà e durata. Gli ultimi 78 giri risalgono alla prima metà degli anni sessanta: si tratta per lo più di prodotti sudamericani o asiatici o di edizioni di etichette occidentali per i Paesi di queste aree (come nel caso dei primi singoli dei Beatles a 78 giri per il mercato asiatico).